# Overburen
Overburen  (Stellingwerfs: Euverburen, Fries: Oerbuorren)  is een buurtschap in de gemeente Weststellingwerf, in de Nederlandse provincie Friesland.
Het ligt ten noordwesten van Steenwijk en ten zuidoosten van Wolvega. Het valt qua adressering deels onder Peperga en deels onder Steggerda, waarvan het ten zuiden is gelegen. De buurtschap omvat de wegen Ericaweg, Overburen en aan de grens met de provincie Overijssel de Heideweg.
In 1840 woonden er 60 mensen verdeeld over 12 huizen in de buurtschap. Vanaf de 16e eeuw tot in het begin van de twintigste eeuw was er een kerk gevestigd in de buurtschap. Deze was onderdeel van gemeente Steggerda.